# هوارد إم. وايزمان
هوارد إم. وايزمان (بالإنجليزية: Howard M. Wiseman)‏ هو فيزيائي أسترالي، ولد في 19 يونيو 1968 في بريزبان في أستراليا.